# Ратленд (округ)
Округ Ратленд (англ. Rutland County) располагается в штате Вермонт, США. Официально образован в 1781 году. По состоянию на 2010 год, численность населения составляла 61 642 человека.

## География
По данным Бюро переписи США, общая площадь округа равняется 2447,552 км2, из которых 2408,702 км2 — суша, и 15,000 км2, или 1,600 %, — это водоемы.

### Соседние округа
- Аддисон, Вермонт — на севере
- Беннингтон, Вермонт — на юге
- Вашингтон, Нью-Йорк — на западе
- Уинсор, Вермонт — на востоке

## Население
По данным переписи населения 2000 года в округе проживает 63 400 жителей в составе 25 678 домашних хозяйств и 16 742 семей. Плотность населения составляет 26,00 человек на км2. На территории округа насчитывается 32 311 жилых строений, при плотности застройки около 13,00-ти строений на км2. Расовый состав населения: белые — 90,07 %, афроамериканцы — 0,98 %, коренные американцы (индейцы) — 0,23 %, азиаты — 0,39 %, гавайцы — 0,03 %, представители других рас — 0,17 %, представители двух или более рас — 0,73 %. Испаноязычные составляли 0,70 % населения независимо от расы.
В составе 29,80 % из общего числа домашних хозяйств проживают дети в возрасте до 18 лет, 51,30 % домашних хозяйств представляют собой супружеские пары проживающие вместе, 10,10 % домашних хозяйств представляют собой одиноких женщин без супруга, 34,80 % домашних хозяйств не имеют отношения к семьям, 27,90 % домашних хозяйств состоят из одного человека, 11,20 % домашних хозяйств состоят из престарелых (65 лет и старше), проживающих в одиночестве. Средний размер домашнего хозяйства составляет 2,39 человека, и средний размер семьи 2,92 человека.
Возрастной состав округа: 23,20 % моложе 18 лет, 8,30 % от 18 до 24, 27,70 % от 25 до 44, 25,80 % от 45 до 64 и 25,80 % от 65 и старше. Средний возраст жителя округа 40 лет. На каждые 100 женщин приходится 94,70 мужчин. На каждые 100 женщин старше 18 лет приходится 92,00 мужчин.
Средний доход на домохозяйство в округе составлял 36 743 USD, на семью — 44 742 USD. Среднестатистический заработок мужчины был 31 094 USD против 23 964 USD для женщины. Доход на душу населения составлял 18 874 USD. Около 7,10 % семей и 10,90 % общего населения находились ниже черты бедности, в том числе — 13,30 % молодежи (тех, кому ещё не исполнилось 18 лет) и 8,80 % тех, кому было уже больше 65 лет.